# 檀君紀元

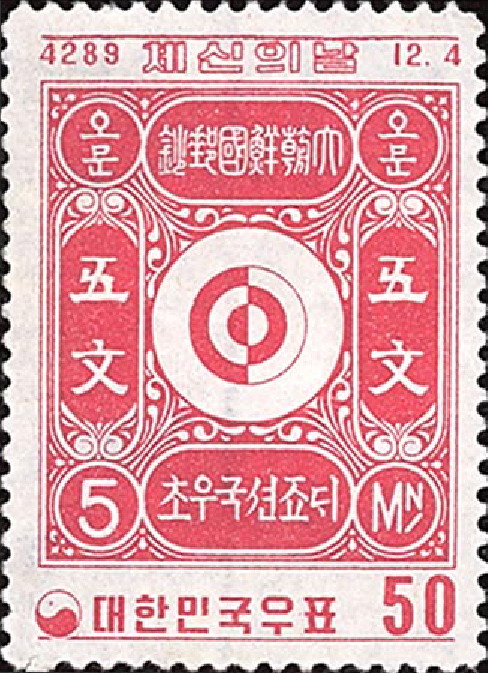
1956年に大韓民国（韓国）で発行された記念切手。上部に「4289年12月4日」と檀君紀元で表記されている

檀君紀元（だんくんきげん）は、朝鮮神話の最初の王・檀君王倹の即位を紀元とする紀年法である。「檀紀」（だんき）とも呼ばれる。

## 概要
『三国遺事』や『東国通鑑』の檀君即位の記述（「中国の堯の即位から50年目」）や『世宗実録地理志』にある記述（「唐堯的即位二十五年・戊辰」、堯の即位から25年目）などを根拠に、檀君即位の年を紀元前2333年とし、これを檀紀元年としている。（『桓檀古記』に含まれる「檀君世紀」をもとにしたという説は誤り）ただし、『三国史記』には檀君という王がいたことは全く書かれておらず、檀君神話は朝鮮の古くからの独立を示すための創作説話だろうと推測されており、国家としての檀君朝鮮の実在性も認められない。堯の即位から25年目とは、明の太祖・朱元璋の即位年（1368年）と李氏朝鮮の李成桂の即位（1392年）をなぞらえたものと考えられている。
西暦2025年は2333年足した檀紀4358年である。因みに月日に関しては西暦と一致している。
韓国の経済史学者・李栄薫は、韓国の民族主義と檀君紀元の関係を以下のように述べている。 

## 大韓民国における使用
韓国では、独立後の1948年（檀紀4281年）9月25日に神話に基づいた檀紀使用に法的根拠を与え、公式な場で使用を開始した。しかし1961年（檀紀4294年）12月2日に国家再建最高会議議長であった朴正煕が年号廃止の法令を制定、1962年1月1日からは公式な場での使用が禁止され、公文書では西暦が使用されるようになった。
それ以降檀君紀元は公式な場で使われることはないが、一部の新聞社は、日付欄の表記に西暦と併記する形式で表示を続けている。
一方、朝鮮民主主義人民共和国（北朝鮮）では、1948年9月9日の建国以来西暦を公用年号としており、1997年に独自の紀年法である主体年号が制定され、西暦と併用されているが、檀君紀元は用いられていない。